# Distretto di Anglimp-South Waghi
Il distretto di Anglimp-South Waghi, in inglese Anglimp-South Waghi District, è un distretto della Papua Nuova Guinea appartenente alla provincia degli Altopiani Occidentali. Ha una superficie di 1.970 km² e 61.000 abitanti (stima nel 2000)